# Mały Uzeń
Mały Uzeń (ros. Малый Узень – Małyj Uzień; kaz. Кіші Өзен, Сарыөзен; tatar. Кесе Үҙән) – rzeka we wschodniej Rosji przeduralskiej i w północno-zachodnim Kazachstanie. Długość – 638 km, powierzchnia zlewni – 18 250 km², przepływ (we wsi Mały Uzeń) – od 3,4 m³/s do 782 m³/s. Reżim śnieżny.
Mały Uzeń wypływa na zachodnich krańcach płaskowyżu Wielki Syrt w Rosji i płynie na południe przez Nizinę Nadkaspijską, gdzie uchodzi do bezodpływowych Jezior Kamysz-Samarskich, już na terenie Kazachstanu. Płynie równolegle do Wielkiego Uznia, około 50 km na zachód od niego. W środkowym biegu stanowi granicę rosyjsko-kazachską. Wiosną obfite wylewy, latem częściowo wysycha. Zamarza w grudniu, rozmarza w kwietniu. Wody używane do nawadniania.